# Fjolde Kirke
Fjolde Kirke er en sognekirke i Fjolde, en landsby beliggende mellem Husum og Slesvig by i Sydslesvig.
Kirken er opført som kampestenkirke i senromansk stil i 1100-tallet. Kirken var i katolsk tid en velsøgt valfartssted. Kirken var dengang viet til Sankt Kristoffer.
Kirken er især kendt for Fjolde-madonnaen, en gotisk skulptur fra midten af 1200-tallet, som viser en siddende madonna med barn. I 1901 erhvervede Musumsbjerget i Flensborg Fjolde-madonnaen, som nu er del af udstillingen. Kirken rummer siden 1980'erne en kopi, der er anbragt i en niche i korbuevæggen.
Menigheden hører til Nordfrislands kirkekreds i den nordtyske evangelisk-lutherske landskirke.